# Chiesa dei Santi Pietro e Paolo (Leini)
La chiesa dei Santi Pietro e Paolo è la parrocchiale di Leini, in città metropolitana ed arcidiocesi di Torino; fa parte del distretto pastorale Torino Nord.

## Storia
La prima citazione di una chiesa a Leini è da cercare in un documento datato 1047 in cui si fa cenno della plebem in Ledonico cum mansis quinque et meditatem decimae, il possesso sulla quale venne confermato dall'imperatore Enrico III ai canonici di Torino.

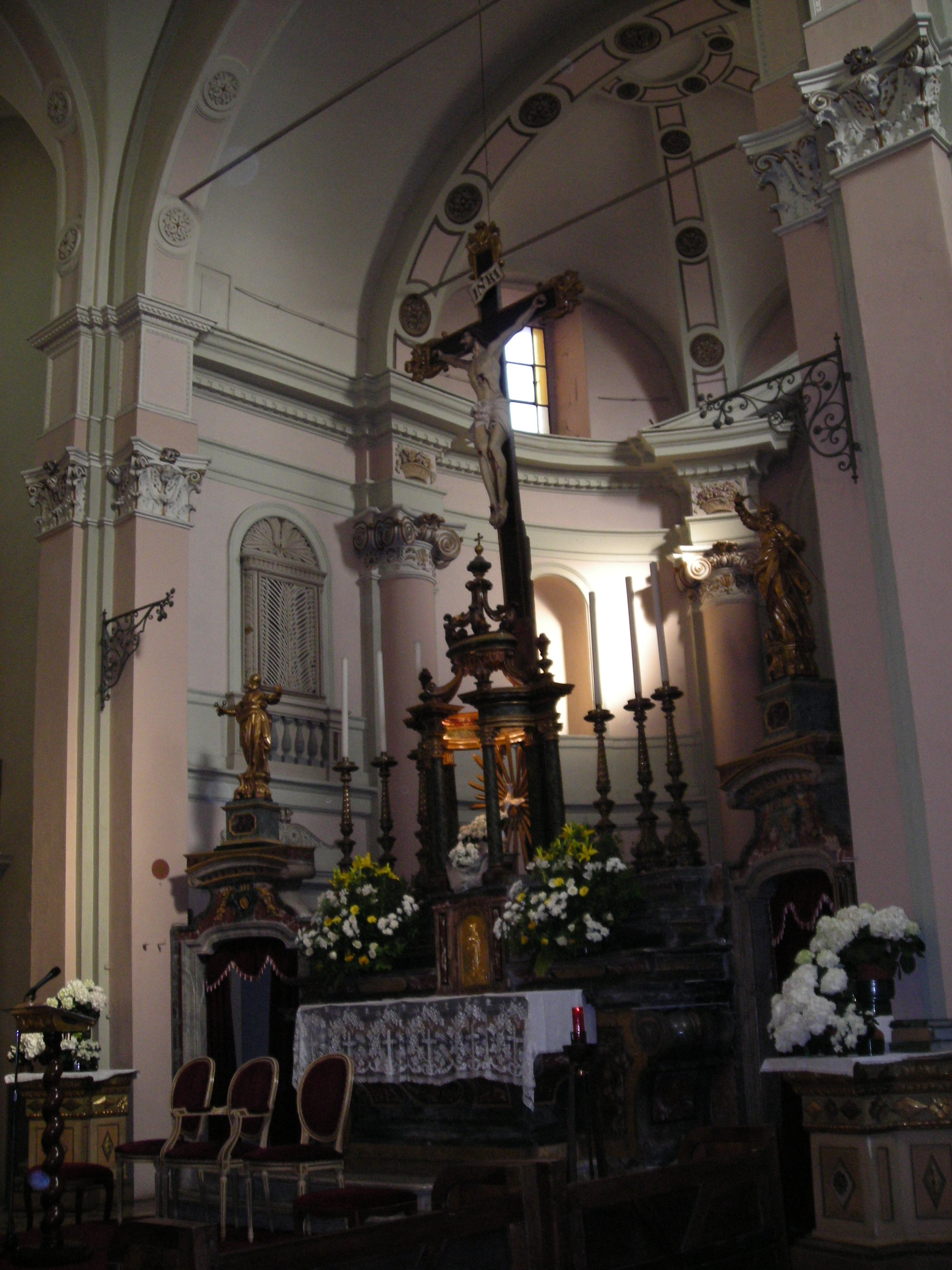
L'interno

 La parrocchia venne eretta nel 1339.
Nel 1532 fu realizzato in facciata un affresco raffigurante la Fuga della Sacra Famiglia in Egitto, oggi non più esistente.
La pieve venne restaurata verso il 1584 e nel 1772 fu atterrato l'antico campanile per lasciare il posto all'attuale, eretto negli anni successivi.
Da una cartina del 1743, successivamente persa ma della quale esiste una copia realizzata nel 1901 dall'ingegner Crescentino Caselli, s'apprende che la pieve era a pianta basilicale, lunga quattro campate e a tre navate senza cappelle laterali, che aveva un transetto ad un'unica navata e abside quadrata e che il campanile era autonomo rispetto alla chiesa.
Nella prima metà del XIX secolo la parrocchiale subì dei lavori di ristrutturazione, supervisionati dagli architetti Ignazio Formica e Barnaba Panizza.
Nella relazione della visita pastorale dell'arcivescovo di Torino Luigi Fransoni si legge che la chiesa era dotata di cinque altari, rispetto ai tredici che precedentemente la caratterizzavano.
Qualche anno dopo fu incaricato di redigere delle perizie sulla stabilità dell'edificio l'architetto Giuseppe Leoni, che riscontrò che la chiesa versava in pessime condizioni; allora, il Genio Civile ordinò di far restaurare la pieve, ma l'indicazione non venne seguita e nel 1855 la volta crollò.
Tra il 1858 e il 1860 la chiesa subì un ripristino, in occasione del quale venne pure ampliata, per poi essere riaperta al culto il 1º aprile del 1860.
L'attuale parrocchiale è frutto del rifacimento condotto tra il 1907 e il 1913; il progetto venne redatto da Enrico Ruffoni, ma nel 1911 - durante i lavori di costruzione - fu rimosso dall'incarico e sostituito da Antonio Vandone-De Negri.
La pieve venne benedetta il 19 ottobre 1913 dall'arcivescovo di Torino cardinal Agostino Richelmy. Negli anni successivi fu aperto attorno alla chiesa il nuovo sagrato.
Nel 1933 venne restaurata la volta dell'edificio, mentre nel 1956 la chiesa subì alcune modifiche strutturali. L'interno della parrocchiale fu poi ristrutturato.

## Descrizione

### Esterno
La facciata della chiesa è a salienti ed è pentapartita da contrafforti, sopra ai quali sono presenti altrettanti pinnacoli a pianta quadrata ospitanti delle statue; le tre parti centrali presentano delle arcate cieche, all'interno delle quali vi sono altrettanti portali ed altrettanti rosoni.

### Interno
La pianta delle chiesa è croce latina: la navata centrale è divisa in otto campate, nella settima delle quali si incrocia il transetto, mentre le navate laterali constano di sei campate, al termine dell'aula vi è l'abside quadrata. Opere di pregio qui conservate sono la pala raffigurante l'Adorazione dei Magi, eseguita da Defendende Ferrari nel XVI secolo e a lungo conservata a Torino e restituita alla parrocchia di Leini solo il 28 giugno 2009, dopo esserci stata custodita dal 1833 al 1854, e quadri del Morgari e del Ruffo.